# La vendetta del gangster
La vendetta del gangster (Underworld U.S.A.) è un film del 1961 diretto da Samuel Fuller.